# Koffi Olomidé

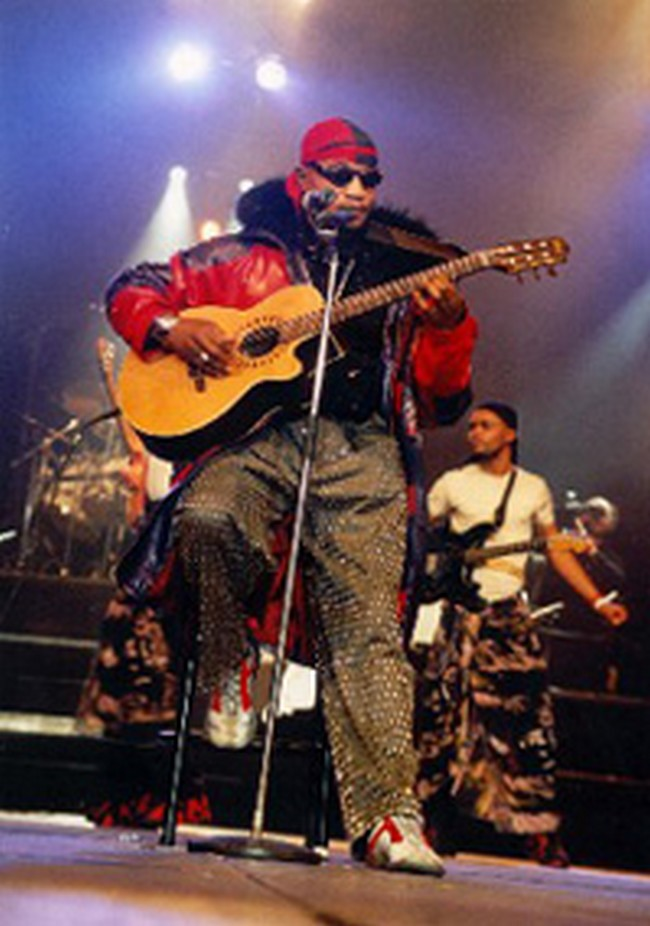
Koffi Olomide, 2001

Antoine Christophe Agbepa Mumba (* 13. August 1956 in Kisangani), alias Koffi Olomidé, ist ein kongolesischer Soukous-Sänger, Songwriter und Musikproduzent. Er ist Gründer und Leiter der Gruppe "Quartier Latin International".

## Leben
Olomidé wurde als Sohn eines kongolesischen Vaters und einer Mutter aus Sierra Leone geboren. Er wuchs in einem Wohnviertel der Hauptstadt Kinshasa auf, wo er mit der „rumba congolaise“ in Berührung kam. Deren große Vertreter in dieser Zeit sind u. a. Franco Luambo, Grand Kallé, Vicky Longomba und Tabu Ley Rochereau, der ihn am allermeisten beeindruckte.
Als Musiker trat er erstmals während seines Studiums der Betriebswirtschaft, das er in Paris absolvierte, in Erscheinung. 1978 machte er während seines Ferienaufenthalts in Kinshasa seine ersten Plattenaufnahmen. Es entstanden die Singles Onia, Asso und Princesse Ya Senza, von denen die letztere ein Erfolg wurde.
Mit 22 Jahren wurde er Songschreiber für Papa Wemba. Zugleich gelang es Olomidé, sein Studium 1980 erfolgreich abzuschließen. Nach einem erfolglosen Versuch, in der krisengebeutelten Heimat Arbeit zu finden, kehrt Olomide nach Europa zurück.
Im Jahr 1983 brachte er seine erste CD Ngounda heraus. Drei Jahre danach war Olomidé Chef der Gruppe Quartier Latin, die später weltbekannt wurde. 1994 wurde er zum besten Sänger (Africa Music Awards) gewählt und gewann den Preis für das beste Clip (Album V12). Auch in Europa füllte Olomidé die Hallen, z. B. das Zenith in Paris.
Olomidé ist der König des Tschatcho, einer Musikrichtung, die er selbst kreiert hat und die die Frau und die Liebe zum Mittelpunkt hat. Die heutigen „Koffiphilen“ stellen sich gerne als zärtliche Liebhaber dar.
Olomidé kann zahlreiche goldene Schallplatten und viele Awards vorweisen, wie z. B. 2002 vier Trophäen bei den Kora Awards und 2005 den Kora Award als „Künstler der Dekade“. Er ist der erfolgreichste kongolesische Musiker und ist besonders in ganz Afrika und in Europa erfolgreich.
Olomidé ist verheiratet und Vater von insgesamt acht Kindern.

## Körperverletzungen
Im Jahr 2008 trat er einen Kameramann der Fernsehstation RTGA und zerstörte seine Kamera. Im Jahr 2012 wurde er in der Demokratischen Republik Kongo wegen eines körperlichen Angriffs auf seinen Produzenten zu einer dreimonatigen Freiheitsstrafe auf Bewährung verurteilt. Bei der Einreise nach Kenia 2016 trat er am Flughafen Jomo Kenyatta International nach einer seiner Tänzerinnen. Er wurde von den kenianischen Behörden umgängig deportiert und er wurde mit einem Visabann belegt. 2018 wurde er in Sambia festgenommen, nachdem er einen Fotografen angriff. 2019 wurde er in Frankreich zu einer Strafe von zwei Jahren auf Bewährung und 5.000 € verurteilt wegen Unzucht mit einer Minderjährigen, in diesem Fall einer 15-jährigen Tänzerin.

## Diskografie
- Koweit Rive Gauche (1992)
- Pas De Faux Pas (1992)
- Tcha Tcho (1990)
- Noblesse Oblige (1993)
- L’ Orfevre (1990)
- Gangi Ya Film Diva (198?)
- Loi (1998)
- Ngounda (1998)
- L’ Olympia (1998)
- Droit de Veto (1998)
- Chante (2000)
- Attentat (2000)
- Magie (1994)
- Live a Bercy (2000)
- Force de Frappe (2000)
- Effrakata (2001)
- Affaire d’Etat (2003)
- Monde Arabe (2004)
- Haute de Gamme/Koweit Rive Gauche (1992)
- Affaire Silyvie (Ambiance Non Stop) (2006)
- Attentat – l’Intergrale (1999)
- Wake Up (1996)
- V12 et Loi (1995; 1998)
- Ultimatum (1997)
- Swi (2006)
- Danger de mort (2006)
- Bord ezanga kombo (2008)
- Salopette (2009)
- Chicotte à Papa (2009)
- Abracadabra (2011)
- 13ième Apôtre (2015)
- Nyataquance (2017)